# Mercado Municipal de Loulé
O Mercado Municipal de Loulé é um edifício histórico e público na cidade de Loulé, na região do Algarve, em Portugal. Foi inaugurado em Junho de 1908.

## Descrição
O mercado municipal é considerado um dos principais exemplos do estilo revivalista no Algarve, sendo inspirada nos edifícios islâmicos. Possui quatro portões de acesso e quatro pavilhões. Um dos elementos mais destacados são as coberturas, de forma bolbosa. É considerado um dos edifícios mais emblemáticos da cidade de Loulé, sendo não só um importante espaço público mas também um monumento muito visitado por turistas, e um símbolo da antiga dinâmica comercial da vila a nível regional. O mercado tem uma área de cerca de 3400 m².
Insere-se na Zona Especial de Protecção do Castelo, e das igrejas Matriz, de Nossa Senhora da Conceição, da Misericórdia e da Graça.

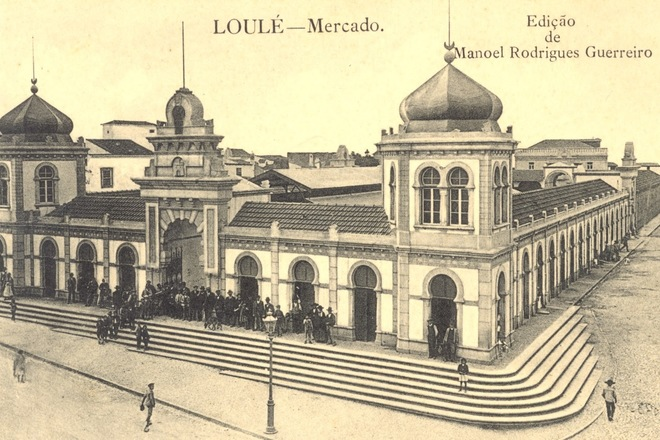
Postal antigo, mostrando o edifício na sua configuração original, sem as duas torres posteriores.

## História
O local onde se ergue o edifício foi ocupado desde tempos antigos, uma vez que estava situado no local das antigas muralhas. Durante a construção foram encontrados fragmentos de cerâmica antigos, cronologicamente integrados no período islâmico, idade média cristã, e na época moderna. Durante a remodelação do mercado, no século XXI, foi descoberto um silo, que continha materiais dos século XI a XVI.
No século XIX, já se reconhecia a necessidade de se construírem estruturas dedicadas para a comercialização de frutas, peixe e hortaliças na vila, embora fosse alvo de discussão entre os habitantes quantos edifícios deveriam ser construídos e a sua localização, situação exacerbada pela rivalidade entre as freguesias de São Sebastião e São Clemente. Em 1891, a Câmara Municipal contratou o Construtor de Obras Públicas de Faro para construir um mercado apenas para a venda de peixe, que deveria ser instalado no Largo do Chafariz (posterior Largo D. Afonso III), mas as obras não chegaram a arrancar. Nos finais do século, a autarquia deliberou que o mercado deveria ser construído junto aos Paços do Concelho, tendo o primeiro esboço para o edifício sido elaborado em 1898, por autor desconhecido. Nos princípios do século XX iniciaram-se as expropriações e demolições para a construção do mercado, e em 1903 o arquitecto Alfredo Costa Campos fez o plano para o edifício, baseado no esboço de 1898. Porém, verificou-se que a autarquia não dispunha dos recursos financeiros suficientes para construir o mercado, pelo que pediu a Alfredo Costa Campos para modificar o desenho, tendo os novos planos sido apresentados em 1905. As principais modificações foram feitas na ala Sul do mercado, que perdeu dois torreões e várias lojas, e o revestimento em azulejo. Em 22 de Junho de 1905 a obra foi entregue a José Francisco dos Santos.  O edifício foi concluído em 1908, e inaugurado em 27 de Julho desse ano, durante a presidência de José da Costa Mealha na Câmara Municipal de Loulé. A instalação do mercado alterou significativamente a organização urbana no centro da vila, tendo sido necessária a demolição de alguns edifícios, e de parte da muralha. O mercado é um exemplo dos novos edifícios e equipamentos públicos construídos nas primeiras décadas do século XX no Algarve, por iniciativa das novas elites comerciais e industriais surgidas nos finais de oitocentos, promovendo desta forma a modernização dos centros urbanos. Outros edifícios que também fizeram parte desta fase incluíram a Central Eléctrica de Albufeira, a antiga Estação Ferroviária de Lagos, e os mercados de Olhão e Lagos.
O imóvel conheceu depois várias obras de ampliação e remodelação, tendo o primeiro grande plano para a sua expansão sido apresentado em 1933, elaborado pelo arquitecto João Baptista Mendes, que tinha sido responsável pelas intervenções no Cine-Teatro Louletano e no Salão Nobre dos Paços do Concelho. Porém, as primeiras grandes obras de ampliação só foram executadas nos princípios da década de 1980, durante os mandatos de Júlio Mealha e Mendes Bota, e consistiram essencialmente na instalação de uma cobertura de betão na ala Sul do mercado. Em 2004 iniciou-se um profundo programa de reabilitação do edifício, que abrangeu tanto os espaços interiores como exteriores. Foram melhoradas as condições de serviço e higiene, com a recuperação das zonas destinadas à venda do peixe e das frutas e legumes, tendo ficado com cerca de três dezenas de lojas, estabelecimentos de cafetaria e outros espaços. Foram igualmente construídos os dois torreões previstos no desenho original de 1905, reabilitadas as fachadas e as estruturas metálicas, substituida a cobertura em betão por uma metálica, e renovada a rede de saneamento básico. No âmbito deste programa, também foram reabilitadas as ruas junto ao mercado, tendo sido expandida a área pedonal. Após a conclusão as obras, o mercado reabriu em 1 de Fevereiro de 2007. Esta intervenção envolveu um custo de cerca de quatro milhões de Euros por parte da autarquia, tendo o presidente da Câmara Municipal, Seruca Emídio, classificado este investimento como «uma aposta no futuro, uma vez que se pretende marcar a diferença», e promover a «valorização daquilo que é verdadeiramente genuíno, criando condições para oferecer qualidade».